# Николај Киријејев
Николај А. Киријејев је био руски племић, мајор и официр, под именом Хаџи Гиреј. Добровољно учествовао у српско- турским ратовима 1876. 

## Биографија
Ратовао против је Турака у близини Књажевца. Био је командат чувеног војводе Живојина Мишића. Живојин Мишић је са одушевљењем писао о мајору, "Увек је био испред своје војске, као див увек усправан, и црвеној рубашки. Тај руски витез је дао свој живот за Србију " Пре смрти мајор Кирјејев је изразио жељу да би волео да оде у Русију са Мишићем и тамо заврши њихову Војну академију. Нажалост, њихово пријатељство се завршило трагично. Мајор је убијен на бојном пољу, али га је војвода сачувао од заборава писајући о њему у својим мемоарима.
Дана 6. јула 1876. у српско- турском рату, мајор Киријејев дао је живот за Србију. Јула 1876. објављен је телеграм да су убили Хаџи Гиреја.

## Теквондо клуб "Мајор Кирјејев"
У његову част дат је назив првом теквондо клубу у Књажевцу и Тимочкој крајини. Тимочка крајина је географска област у источној Србији која је добила назив по реци Тимок.  